# Konjektura
Konjektura (lat., domněnka, výklad, od con:icio, domnívám se) je obecně domněnka, hypotéza.
V textové kritice znamená opravu nesrozumitelného nebo porušeného místa v textu slovem nebo tvarem, který není v žádném dostupném pramenu či rukopise doložen. Protože by neuvážené užívání konjektur mohlo vést k libovolnému pozměňování textu, hledají se obvykle ještě důvody, které mohly písaře k takové chybě svést, například podobnost písmen nebo fakt, že v nejstarších rukopisech se text psal bez mezer a interpunkce; písař tedy mohl snadno spojit dvě slova nebo naopak slovo nesprávně rozdělit. V hebrejských rukopisech kromě toho chybělo punktování, tj. značky pro samohlásky. Písař také mohl méně běžné slovo, které třeba ani neznal, zaměnit běžnějším. Tak by i současný opisovač (nebo automatický korektor) mohl místo „konjektura“ napsat „konjunktura“, což by patrně nedávalo smysl.